# Уейн (окръг, Тенеси)
Вижте пояснителната страница за други значения на Уейн.
Окръг Уейн (на английски: Wayne County) е окръг в щата Тенеси, Съединени американски щати. Площта му е 1906 km², а населението – 16 842 души (2000). Административен център е град Уейнсбъро.